# Пікус Євгеній Михайлович
Євге́ній (Євген) Миха́йлович Пі́кус (14 вересня 1979, м. Вінниця, Українська РСР — 25 серпня 2014, селище Талове, Станично-Луганський район, Луганська область, Україна) — український військовик, полковник (посмертно) Державної прикордонної служби України. Герой України.

## Життєпис
Народився 1979 року у м. Вінниця. Батько, Михайло Григорович — кадровий офіцер, полковник штабу військової авіації у Вінниці; мама Ганна Феодосіївна працювала інженером на вінницькому заводі, обидва діди воювали на нацистсько-радянському фронті. У Євгенія є старша сестра Ольга та брат-близнюк Михайло. З 1-го класу разом з братом займався плаванням, боротьбою, музикою — грали на трубі. 1996 року, по закінченні вінницької школи № 30, разом вступили до Академії Держприкордонслужби, що у Хмельницькому. І лише після випуску роз'їхалися у різні підрозділи.
Проходив службу на різних посадах у Піщанському районі Вінниччини, на Одещині, у Борисполі, на Сумщині, у Харкові, де очолював відділ на залізничному вокзалі. На рахунку офіцера викриття контрабанди одягу на 2,5 мільйона гривень, історичних цінностей, ікон, недопущення незаконного вивезення маленької дитини. За успіхи у службі в порядку кар'єрного росту був переведений до апарату управління, достроково отримав звання підполковника.
Старший офіцер з реєстрації та паспортної роботи відділу прикордонного контролю та реєстрації штабу Східного регіонального управління (І категорії) Державної прикордонної служби України.

### Російсько-українська війна
У зв'язку з російською збройною агресією проти України особисто виявив бажання служити в «гарячій точці». З 11 липня 2014 керував підрозділами у районі пункту пропуску «Красна Талівка». Ініціював та організував поновлення пошкодженої під час обстрілу лінії електропостачання для місцевих мешканців. Неодноразово виявляв героїзм та мужність. Під час одного з обстрілів пункту пропуску снаряд влучив у спостережну вежу, зруйнувавши її, одного бійця затиснуло дверима та уламками даху. Підполковник Пікус ще з одним прикордонником під мінометним вогнем піднялись більш ніж на 15-метрову висоту та звільнили травмованого бійця з-під уламків і спустили на землю, завдяки чому він залишився живим. Також начальник Луганського прикордонного загону полковник Сергій Дейнеко та його заступник підполковник Денис Цяцкун завдячують Пікусу своїм життям — внаслідок підриву на фугасі службової машини офіцери дістали важкі поранення, Пікус першим прибув на місце, на руках 200 метрів ніс Дейнеку з-під вогню до своєї машини, обох поранених вчасно евакуювали з поля бою. Завдяки вмілому керівництву підполковника Пікуса прикордонники неодноразово успішно відбивали атаки ворога. Так, 27 липня за особистої участі офіцера було відбито напад диверсійно-розвідувальної групи без втрат і поранених. Наступного дня «зачистили» місцевість та виявили місця розташування диверсантів, де знайшли сухі пайки російського виробництва. 21 серпня нагороджений медаллю «За військову службу Україні».
Загинув 25 серпня 2014 в бойовому зіткненні в районі селища Талове на ділянці відповідальності відділу прикордонної служби «Красна Талівка» — близько 15:00 надійшло повідомлення про бій прикордонного наряду з ДРГ противника, котра порушила кордон з території Росії. Полковник на чолі групи вирушив на допомогу й командував обороною. Бій тривав 2,5 години, терористів підтримували вогнем з території Російської Федерації — міномети, 2 БТР та 2 БМП. Також українських прикордонників обстрілювали некерованими реактивними снарядами 2 бойові вертольоти Мі-24 Збройних сил РФ. У бою загинули 4 прикордонники, 3 поранено, однак прорив через кордон не відбувся, диверсанти ж вивезли своїх поранених та вбитих під прикриттям вогню російських БТРів і вертольотів до Росії. Куля влучила Пікусу в потилицю під каску, дві кулі пробили бронежилет. Падаючи, своїм тілом закрив капітана Ігора Горду від куль і осколків з підствольного гранатомета, врятувавши йому життя. Разом із полковником Пікусом у бою загинули старші прапорщики В'ячеслав Фірсов і Дмитро Арнаут, молодший сержант Олег Сороченко.
Похований на Центральному кладовищі Вінниці, на Алеї Слави. Посмертно присвоєне військове звання полковника.
27 квітня 2018, під час урочистих заходів з нагоди 100-річчя створення Прикордонної служби України та чергового випуску офіцерів Національної академії ДПСУ, Президент України вручив Зірку Героя рідним офіцера, — мамі Ганні Феодосіївні та брату Михайлу Пікусу, майору ДПСУ.

## Нагороди
- 26 квітня 2018 року — за виняткову особисту мужність і героїзм, виявлені у захисті державного суверенітету та територіальної цілісності України, вірність військовій присязі, — присвоєне звання Герой України з удостоєнням ордена «Золота Зірка» (посмертно)[4].
- 8 вересня 2014 року — за особисту мужність і героїзм, виявлені у захисті державного суверенітету та територіальної цілісності України, — нагороджений орденом «За мужність» III ступеня (посмертно)[5].
- 21 серпня 2014 року — за особисту мужність і героїзм, виявлені у захисті державного суверенітету та територіальної цілісності України, вірність військовій присязі, високопрофесійне виконання службового обов'язку, — нагороджений медаллю «За військову службу Україні»[6].
- 1 жовтня 2016 року нагороджений відзнакою «Народний Герой України» (посмертно, 19-та церемонія нагородження, м. Миргород)[7].
- Нагороджений відомчими заохочувальними відзнаками — медалями «За мужність в охороні державного кордону України», «15 років Державній прикордонній службі України».

## Вшанування
- 20 березня 2015 у Вінниці, на фасаді ЗОШ І-ІІІ ст. — гімназії № 30 ім. Тараса Шевченка відкрито меморіальну дошку випускнику школи Євгенію Пікусу[8].
- В серпні 2015 у відділі прикордонної служби «Красна Талівка» у Станично-Луганському районі відкрили пам'ятний знак воїнам-прикордонникам, які загинули 25 серпня 2014 року. Ескізи пам'ятника розробила відома литовська художниця, волонтер Беата Куркуль[9].
- 29 квітня 2016 рішенням № 246 7 сесії 7 скликання Вінницької міської ради вулицю Папаніна перейменовано на вулицю Євгенія Пікуса[10][11].
- Його портрет розміщений на меморіалі «Стіна пам'яті полеглих за Україну» у Києві: секція 3, ряд 1, місце 26
- Вшановується 25 серпня на щоденному ранковому церемоніалі вшанування українських захисників, які загинули цього дня у різні роки внаслідок російської збройної агресії[12]
- У місті Золоте вулицю Олека Дундича перейменували на вулицю Євгенія Пікуса.